# چهار بزرگ (مؤسسات حسابرسی)

چهار بزرگ چهار مؤسسه بزرگ حسابداری عمومی جهان هستند:
- پرایس واتر هاوس کوپرز[پانویس ۲]
- دیلویت[پانویس ۳]
- ارنست اند یانگ[پانویس ۴]
- کی‌پی‌ام‌جی[پانویس ۵]

در واقع، این چهار موسسه، بزرگ‌ترین شبکه‌های خدمات حرفه‌ای بین‌المللی در حسابداری هستند؛ و خدماتی از جمله، حسابرسی، اطمینان‌دهی، مالیات، مشاوره، ریاضیات بیمه‌سنجی (اکچوئری)، تامین مالی شرکتی، و حقوقی عرضه می‌کنند. این چهار مؤسسه اکثر قریب به اتفاق حسابرسی‌های شرکت‌های پذیرفته‌شده در بورس‌ها و همچنین بسیاری از حسابرسی‌های شرکت‌های خصوصی را انجام می‌دهند، و عملاً یک انحصار در حسابرسی شرکت‌های بزرگ پدید آورده‌اند. چهار بزرگ ۹۹ شرکت از ۱۰۰ شرکت تشکیل‌دهنده شاخص فوتسی ۱۰۰، و ۲۴۰ شرکت از ۲۵۰ شرکت تشکیل‌دهنده شاخص فوتسی ۲۵۰ را حسابرسی می‌کنند. موسسات چهار بزرگ همراه با آخرین داده‌های در دسترس عمومی آن‌ها در نمایه زیر نشان داده شده‌اند (به نقل از ویکی‌پدیای انگلیسی):
| نام موسسه                     | مبلغ درآمد        | تعداد کارکنان | سال مالی | دفتر مرکزی | منبع  |
| ----------------------------- | ----------------- | ------------- | -------- | ---------- | ----- |
| PwC (پرایس‌واترهاوس کوپرز)     | ۳۲٫۱ میلیارد دلار | ۱۸۵۰۰۰        | ۲۰۱۴     | بریتانیا   | [ ۱ ] |
| Deloitte (دیلویت)             | ۳۱٫۳ میلیارد دلار | ۱۹۳۰۰۰        | ۲۰۱۲     | آمریکا     | [ ۲ ] |
| Ernest&Young (ارنست اند یانگ) | ۲۴٫۴ میلیارد دلار | ۱۶۷۰۰۰        | ۲۰۱۲     | بریتانیا   | [ ۳ ] |
| KPMG (کی‌پی‌ام‌جی)               | ۲۳ میلیارد دلار   | ۱۵۲۰۰۰        | ۲۰۱۲     | هلند       | [ ۴ ] |